# ألفونسو ميشيل
ألفونسو ميشيل (بالإسبانية: Alfonso Michel)‏ هو رسام مكسيكي، ولد في 14 يناير 1897 في ولاية كوليما في المكسيك، وتوفي في 1957 في مدينة مكسيكو في المكسيك.